# Anna Nguyen
Anna Nguyen (* 30. Oktober 1990 in Hofgeismar) ist eine deutsche Politikerin der AfD und seit 2024 Mitglied des Hessischen Landtages.

## Leben
Nguyen wurde 1990 als Tochter christlicher vietnamesischer Flüchtlinge geboren. Sie studierte Betriebswirtschaftslehre, ist seit 2014 als Unternehmensberaterin tätig und lebt in Frankfurt am Main.

### Politik
Nguyen ist Mitglied der Frankfurter Stadtverordnetenversammlung. Bei der hessischen Landtagswahl 2023 kandidierte sie im Wahlkreis Frankfurt am Main II, verlor aber mit 9,7 % gegen Tanja Jost (CDU), die 27,1 % erreichte. Sie zog jedoch durch ihre Positionierung auf Listenplatz 19 der AfD Landesliste in den hessischen Landtag ein.
Im Oktober 2023 nahm sie im Vorfeld der Landtagswahl an einer Podiumsdiskussion im Frankfurter Heinrich-von-Gagern-Gymnasium teil. Als Reaktion auf ihre Einladung wurde die Veranstaltung von Aktivisten zeitweise unterbrochen. Bereits vorher hatte es durch ehemalige Schüler Kritik an ihrer Einladung gegeben.
Anfang 2024 kandidierte sie als Vizepräsidentin des Landtages, wurde jedoch in drei Wahlgängen nicht gewählt. Anschließend wurde sie einstimmig zu einer Schriftführerin des Parlaments gewählt. Seit Januar 2024 ist sie Vorsitzende des Europa-Ausschusses des Landtages.